# 関西ローカル
関西ローカル（かんさいローカル）とは、関西（狭義の近畿地方）に限定されている物事を指す。

## 関西ローカルのチェーン店舗
関西外に出店したことがあったローカルチェーン店舗
イズミヤ - 1967年に愛知県名古屋市に出店してから2021年2月に宮崎県宮崎市の店舗が閉店するまで以外は関西ローカルチェーンとなっている。
かつては関西ローカルチェーンだった店舗
平和堂 - 1973年10月に福井県に出店するまでは拠点とする滋賀県のみに展開するローカルチェーンだった。
餃子の王将 - 1978年12月に東京都新宿区に出店するまでは関西ローカルチェーンだった。
西松屋 - 1980年代までは同社の地元である兵庫県と大阪府のみ展開だった。
ジャパン - 1999年に東京都練馬区に出店するまでは関西ローカルチェーンだった。
スシロー - 2001年に東京都葛飾区及び福生市に出店するまでは関西ローカルチェーンだった。
大阪王将 - 2003年11月に東京都新宿区に出店するまでは関西ローカルチェーンだった。

## 関西ローカルの新聞
産経新聞
フジテレビジョンとともにフジサンケイグループの中核を成す全国紙で、1950年に東京でも発行を開始するまでは西日本のブロック紙的位置付けであった。なかでも大阪本社版は大阪・関西のニュースに力を入れており、当社のウェブサイトである『Sankei.com』に関しては、『産経WEST』という大阪本社が編集した記事専門のカテゴリーを独自に持っているほどである。発行部数も大阪本社版の方が東京本社版より多く、大阪府と奈良県の一部（特に天理市）地域では全国で最もシェアが高い。過去には関連紙に大阪新聞（産経本紙の源流となる夕刊紙）が存在したが、2002年3月末に廃刊した。東京本社版は2002年3月末に夕刊の発行を廃止し、朝刊専売紙となったが、大阪本社版は現在も朝夕刊セットで発行されている。
朝日新聞
産経新聞と同じく大阪発祥であり、現在も登記上の本店は大阪市である。
毎日新聞
題字の源流は「大阪毎日新聞」から来ているもので、当初の登記上の本店は大阪市に所在していたが、1984年に東京に移転した。
読売新聞
東京発祥の新聞であるが、1952年に、読売新聞大阪本社を設立し進出、現在では地元発祥の新聞を抜き、関西で最大の発行部数を持っている。
大阪日日新聞
新日本海新聞社（鳥取県鳥取市）の大阪本社が発行する大阪府の地方紙。元々は夕刊紙だったが、新日本海新聞社が大阪日日新聞社を買収した2000年10月から朝刊に移行。その後、大阪日日新聞社は「ザ・プレス大阪」と商号を変更するが、2008年1月に新日本海新聞社と合併した。製作・印刷は鳥取市の新日本海新聞本社で行っている。
京都新聞
京都府と滋賀県で発行されている地方紙。
神戸新聞
兵庫県の地方紙。子会社にスポーツ紙のデイリースポーツ（関東地方でも発行）を持つ。
奈良新聞
奈良県の地方紙。同じく奈良県地盤の奈良日日新聞を統合。
和歌山新報
和歌山市周辺の地方紙。
紀伊民報
和歌山県南部の地方紙。

## 関西ローカルの放送番組
主に在阪テレビ局が制作し近畿広域圏内のみで放送されるテレビローカル番組を指す場合が多い。また、近畿広域圏以外でもネットされている番組であっても、在阪放送局が制作し、関西色や大阪色の強い番組であれば、広義の関西ローカル番組に含められる。
在阪放送局は全国放送番組をいくつも抱えるなど、地方の放送局としては番組制作能力が高い。近畿地方は古くから上方の演芸が盛んであり、現代においても吉本興業や松竹芸能の演芸文化への影響力が大きい。このような背景から、在阪放送局では多くの番組を制作している。
また、京都競馬場や阪神競馬場が立地していることから、テレビやラジオの競馬中継も他地域と比べて盛んである。
コテコテとした作りが関西のローカル番組が持つ最大の特徴である。最近では、JTBパブリッシングの『るるぶ情報版 大阪ベストセレクト』（ISBN 4533062865）や昭文社の『なるほど知図帳 大阪』（ISBN 4398145273）などの観光ガイド本でも関西ローカルのテレビ番組が紹介されている。

### 傾向
「お笑い」と「阪神タイガース」を好む傾向が強い。
本音が好まれる土地柄であり、本音を隠さない（ぶっちゃける）ような番組も多く製作される。全国放送と比べて放送対象地域が狭く、非難を受けにくいことから、キー局や一部の地方局では絶対に放送できないような過激な言論や暴露を目玉としている番組がある。

#### お笑い
関西ではお笑い番組が日々放送されており、土曜日や休日にはよく吉本新喜劇などが放送されている。また、お笑い番組以外でもお笑い芸人が多数登場する。

#### スポーツ
プロ野球
阪神タイガースがプロ野球で人気を誇る。サンテレビをはじめする近畿広域圏の独立UHF局や在阪の朝日放送ラジオおよびMBSラジオは、阪神タイガース戦の生中継を試合開始から試合終了まで行うことが多く、また、阪神タイガースを引退したプロ野球選手がコメンテーターや野球解説者として出演する傾向がある。中にはキー局の読売ジャイアンツ戦を入れ替えて阪神タイガース戦を放送することもあり、ビジターの場合でも、大阪から各地方にアナウンサーや解説者を派遣して中継することもある。
かつては関西に3球団（南海ホークス、阪急ブレーブス、大阪近鉄バファローズ）も存在していたパ・リーグの球団については、関西マスコミ各社が阪神優先の報道姿勢にシフトした1980年代後期以降は取り上げられることが少なくなり、その中で1988年に南海電気鉄道が球団経営から撤退し、ダイエーに売却の上で福岡県に移転したり、2004年の大阪近鉄バファローズとオリックス・ブルーウェーブの合併騒動やそれに端を発したストライキといった出来事も発生している。球界が再編され、パ・リーグの地域密着が充実した今でも、在阪放送局や在神戸のラジオ関西がオリックス・バファローズについて取り上げる分量は、阪神タイガースに対するそれに比べて少ない。
プロ野球以外の球技
Jリーグのチームが関西に4チームあるのにもかかわらず、2005年のガンバ大阪優勝時に優勝決定試合の中継や元のテレビ局が放送しているが特番が放送された程度であった。京都サンガF.C.はKBS京都が中継（アウェーの中継は減少）、ヴィッセル神戸はサンテレビが中継。
高校、大学、社会人チームのラグビーも比較的多く放送されていたが、2000年代以降放送数が減少している。JSPORTSで全試合放送しているアメリカンフットボールにおいても、過去には関学、立命、京大の3チームの直接対決以外の試合も比較的多く放送されてきたが、2000年代以降は関学、立命、京大の絡む試合以外はほとんど放送されていない。また、原則として録画放送となる。バスケットボールは大阪エヴェッサの試合を毎日放送傘下のGAORAでの中継で多く放送されている。

### 一覧
地上デジタル放送の親局のリモコンキーID順、同じチャンネル内は50音順に並べてある。
注意
- ○の番組は、一部系列局や関東の独立UHF局などでも放送される。
- ●の番組は、BSを通じての全国放送もある。
- ※の番組は、各府県別で番組内容が異なるので注意が必要。
- 2019年(令和元年)11月29日現在、放送中の番組のみ記載。

#### NHK大阪
下記は総合テレビの番組。BSなどは除く。なお、地域情報番組の項も併せて参照のこと。
- おはよう関西
- ウイークエンド関西
- かんさい熱視線（内容により、後日に別枠で全国放送される場合あり）
- かんさい特集
- ※ニュースほっと関西
- ※ニュース845
- 関西もっといい旅
- ぐるっと関西おひるまえ

#### MBSテレビ（毎日放送）
- よんチャンTV
- せやねん!
- ○生！池上彰×山里亮太-
- ○●よしもと新喜劇
- 住人十色
- ○痛快!明石家電視台
- ○●ごぶごぶ
- ○●かまいたちの知らんけど
- ○よしもと新喜劇NEXT〜小籔千豊には怒られたくない〜
- ○水野真紀の魔法のレストラン（過去の一時期●）
- やすとも・淳のクイズレ
- ○●ドラマシャワー
- ○●ドラマイズム
- ○●ドラマ特区
- ○●YUBIWAZA
- コトノハ図鑑
- ○●アニメシャワー
- ○●アニメ特区

#### ABCテレビ（朝日放送テレビ）
- newsおかえり
- おはよう朝日です
- ○TOKIO城島 ほのぼの茂
- ○●なるみ・岡村の過ぎるTV
- ○●千鳥の相席食堂
- ○これ余談なんですけど・・・
- ○やすとものいたって真剣です
- ○●探偵!ナイトスクープ（EX・UMK以外のANN24局・MRT・ANN未開局地域の系列外局・関東地区独立局で放送）
- ○ザキ山小屋
- 部活ピーポー全力応援!ブカピ!
- ○LIFE〜夢のカタチ〜
- ○教えて!ニュースライブ 正義のミカタ
- ゲストダイアン
- THE GREATEST SHOW-NEN
- ノイミーステーション
- ○あなたの代わりに見てきます!リア突WEST - 2021年10月からネットセールス化、EXでも放送開始。
- ○ドラマL
- ○ドラマ+
- ○●水曜アニメ〈水もん〉
- ○●ANiMAZiNG2!!!
- ちょいバラ
- ぺこぱのまるスポ（月に１回放送）

#### テレビ大阪
- ○やさしいニュース
- アジアドラマタイム
- 片っ端から喫茶店
- BUZZOOKAチャンネル
- ○ナマ虎スタジアム
- ねじの世界
- 走れ!みつくに社長 おススメ情報お届けします
- ○フィッシングDAYS
- ドキュメンタリー7
- ○おとな旅あるき旅
- OSAKA土曜スペシャル
- さや香の違和館ヤバない?
- ○発見!!食遺産#あなたのレシピ残させてください
- 日経スペシャル もしものマネー道 もしマネ
- 日経スペシャル 関西リーダー列伝
- ○やすとものどこいこ!?

#### カンテレ (関西テレビ)
- Newsランナー
- よ〜いドン!
- ○LIVEコネクト!
- ○旬感LIVE とれたてっ!
- ロザンのクイズの神様
- ○うまンchu
- ○ちゃちゃ入れマンデー
- ○やすとも・友近のキメツケ!※あくまで個人の感想です
- ○●まいど!ジャーニィ〜
- カンテレドラマらぼ
- ○ちまたのジョーシキちゃん
- ○千原ジュニアの座王
- ○桃色つるべ〜お次の方どうぞ〜
- ○ウラマヨ!
- モモコのOH!ソレ!み〜よ!
- ○おかべろ
- ○かまいたちの机上の空論城
- ○フットマップ
- ○マルコポロリ!
- 8SPORTS
- ギュッとミュージック

#### ytv (読売テレビ)
- 朝生ワイド す・またん!
- あさパラS
- ツキいちanna
- かんさい情報ネットten.
- 大阪ほんわかテレビ
- ○グッと!地球便
- ○クチコミ新発見!旅ぷら
- ○上沼・高田のクギズケ!
- ○情報ライブ ミヤネ屋 - 2008年4月から14時台のみ（後に全編）ネットセールス化、NTVでも放送開始。
- ○今田耕司のネタバレMTG
- ○発見!仰天!! プレミアもん!!! 土曜はダメよ!
- ○川島・山内のマンガ沼
- ○草彅やすともの うさぎとかめ
- ○そこまで言って委員会NP
- 漫才Lovers
- 八方・陣内・方正の黄金列伝
- もんくもん
- ○にけつッ!!
- ○●MANPA

#### サンテレビ
- NEWS×情報 キャッチ+
- 熱血!タイガース党
- ROQ Hit
- BIG TIME TELEVISION
- ○バスで恋して
- ○ビッグフィッシング
- ○The Hit

#### KBS京都テレビ
- newsフェイス
- 京スポ
- 谷口流々
- Music Crossroad〜音楽交差点〜

## 関西ローカルのコマーシャル

### 現在放送中のCM
| - アークジャパン - 茜丸本舗大納言 - 尼崎信用金庫 - 有馬兵衛の向陽閣 - 池田泉州銀行 - 石の理研（五月山公園墓地・関西公園墓地） - イズミヤ - 井筒八ッ橋本舗 - 岩田呉服店 - 宇治森徳・かおりちゃん - 越前屋（仏壇店） - オウミ住宅 - 大阪生駒霊園 - 大阪ガス - 大阪府・迷惑駐車 - カイウル - かに道楽（広島県・岡山県など出店地域でも放送した時期あり） - 川崎クリニック（旧高牟禮クリニック） - がんこ - 関西テレビ・カンテ〜レ - 関西電気保安協会 - 関西電力 - 城崎マリンワールド - 京都医療福祉専門学校 - 京都きもの友禅 - 京都銀行 - 京都中央信用金庫 - 京都建築大学校（KASD） - 京都伝統工芸大学校（TASK） - 京橋グランシャトービル - 近畿日本鉄道・近鉄特急 - グラムール美容専門学校 - ケイ・オプティコム - 京阪電気鉄道・おけいはん - 551蓬萊 - さくら不動産 - サンケイ観光 - 三條サクラヤ - サンテレビ・おっ!サン - 山陽電気鉄道 - JA和歌山県経済連（有田みかん・四郷の串柿） - ジョーコーポレーション - Joshin - スーパー玉出 - すし処しゃり番 - セレマ | - セント・ジョーンズ・チャーチ（岸和田） - 大和実業グループ・やぐら茶屋 - 高橋開発 - 滝本仏光堂 - たこ昌 - タンタン（ラブホテル） - 智頭急行 - テレビ大阪・たこるくん - 点天 - 東条湖おもちゃ王国（旧・東条湖ランド、加東市） - とんかつKYK - 中山石渠 - 奈良健康ランド - 南海電気鉄道 - 南海部品 - 南紀白浜アドベンチャーワールド（過去には中国地方など他地域でも放送した事例あり） - 南都銀行 - なんばウォーク - 西本仏壇店 - 日本ヴェルテック - 原田社会保険労務士事務所 - 阪急三番街 - 阪急電鉄（過去には関東地方・広島県などでも阪急東宝グループ提供番組で放送） - 阪神甲子園球場 - 阪神電気鉄道 - 播州信用金庫 - ビフテキのカワムラ - 姫路信用金庫 - 樋屋奇応丸（西日本を中心とした他地域で放送した時期あり） - ひらかたパーク - フォージィグループ - プレサンスコーポレーション - ブンセン - 平和堂 - ヘリオス大阪（堺市） - 毎日放送・らいよんチャンネル - マツヤデンキ - みなと銀行 - ユーポス - 読売テレビ・ウキキ - 料理旅館夕日ヶ浦 - 旅館海舟 - 六甲山人工スキー場 - ワールド牧場 - 和田山竹田家具 - センコー（過去には全国ネット番組のスポンサーとなった時期あり） |

### 過去に放送されたCM
- アレス・トーザ外語学院
- 池田銀行
- いづもや（京都市）
- インテルナきたむら（姫路市）
- NTTドコモ関西
- 大鯛寿司
- 角川書店・Kansai Walker
- 関西アーバン銀行
- 喜多商店
- 共進牛乳
- 京橋扶桑会館ボールメイト（大阪市）
- クラレ白鷺
- クワハラハム
- 阪本漢法製薬
- 須磨浦公園ドレミファ噴水パレス
- 宝塚ファミリーランド（過去には広島県などでも阪急東宝グループ提供番組で放送）
- ドウトン
- 日美クリニック
- ニノミヤ
- 萩家整形外科
- パルナス製菓
- びわ湖タワー
- ホテルブルーきのさき
- 味園→ユニバース
- ミドリ電化
- メタル食品
- 和光デンキ
- ハナテン
- 琵琶湖温泉 ホテル紅葉（全国ネット番組のスポンサーとなった時期あり）
- マツヤデンキ
- ギャレ大阪

## 関西ローカルの中心人物

### お笑い芸人、タレント、アナウンサー
- 角淳一
- 上沼恵美子
- やしきたかじん
- 上岡龍太郎
- 桂ざこば
- 桂南光
- 太平サブロー
- 未知やすえ
- なるみ
- 板東英二
- 円広志
- サバンナ
- シャンプーハット
- 月亭八方
- 月亭八光
- アジアン
- 辻本茂雄
- トミーズ
- 石田靖
- ハイヒール
- 原田伸郎
- 北野誠(近年は CBCラジオに出演していることもあり 愛三岐での活動も活発である。)
- ロザン
- 小籔千豊
- キダ・タロー
- 宮根誠司
- ミルクボーイ
- メッセンジャー 他

### 関西ローカル番組のナレーター
- 川下大洋
- きしめん
- 島よしのり
- 谷藤リョーコ
- 橋本のりこ
- 畑中ふう
- 藤崎照彦
- 藤田勇児
- 安富史郎